# Adolf van der Voort van Zijp
Adolf van der Voort van Zijp (neerlandès: Adolph Dirk Coenraad van der Voort van Zijp)  (Sumatra Septentrional, 1 de setembre de 1892 - Mònaco, 8 de març de 1978) va ser un genet i militar neerlandès que va competir durant la dècada de 1920 i que va disputar dues edicions dels Jocs Olímpics.
El 1924, als Jocs de París, disputà dues proves del programa d'hípica. En ambdues, concurs complet per equips i concurs complet individual, va guanyar la medalla d'or amb el cavall Silver Piece. Quatre anys més tard, als Jocs Amsterdam, disputà les mateixes proves del programa d'hípica. Revalidà la medalla d'or en el concurs complet per equips, mentre en el concurs complet individual fou quart, novament amb el cavall Silver Piece.